# Station Luik-Guillemins

Binnenkant van het station in 2013

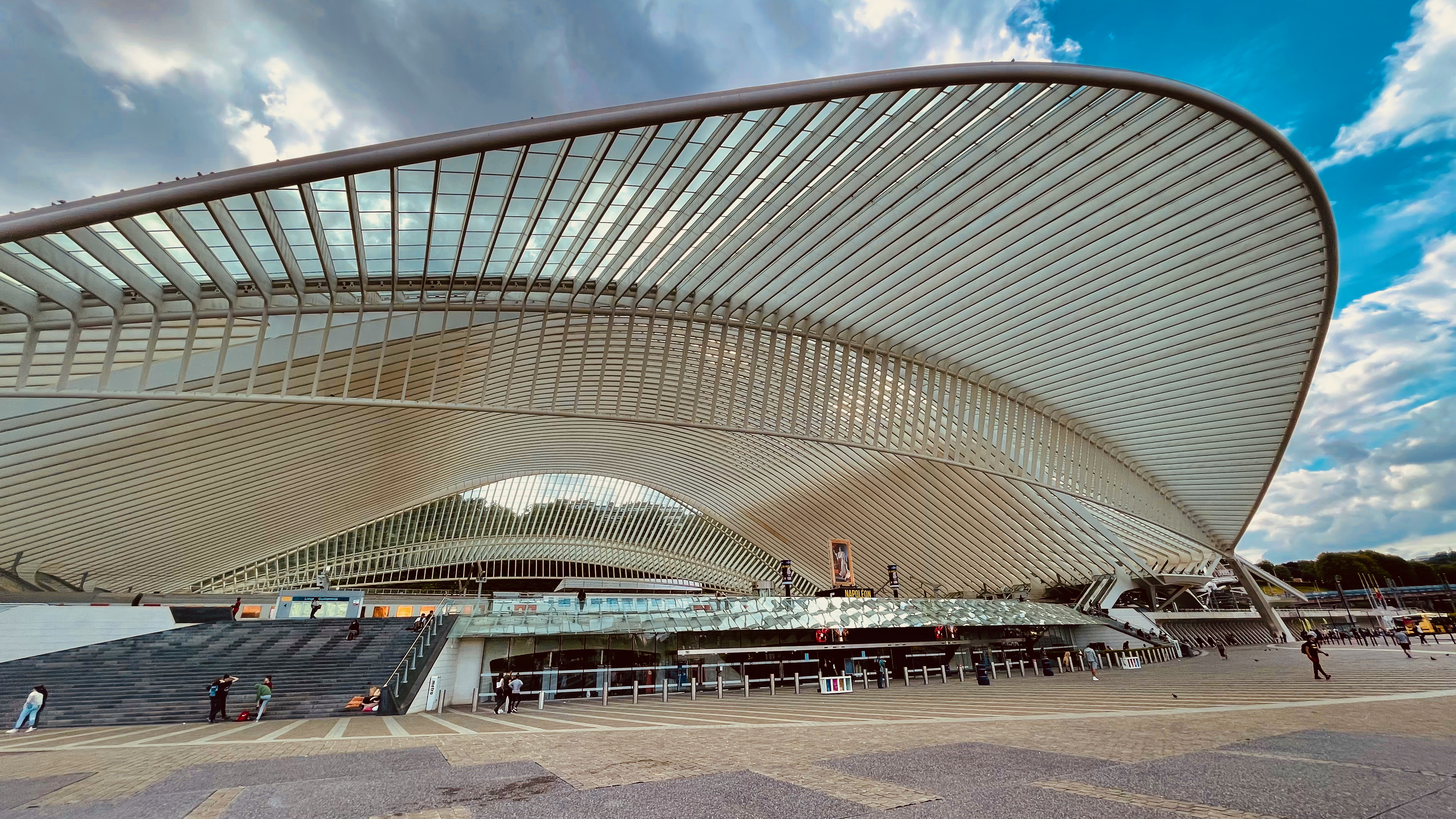
Voorkant van het station in 2021

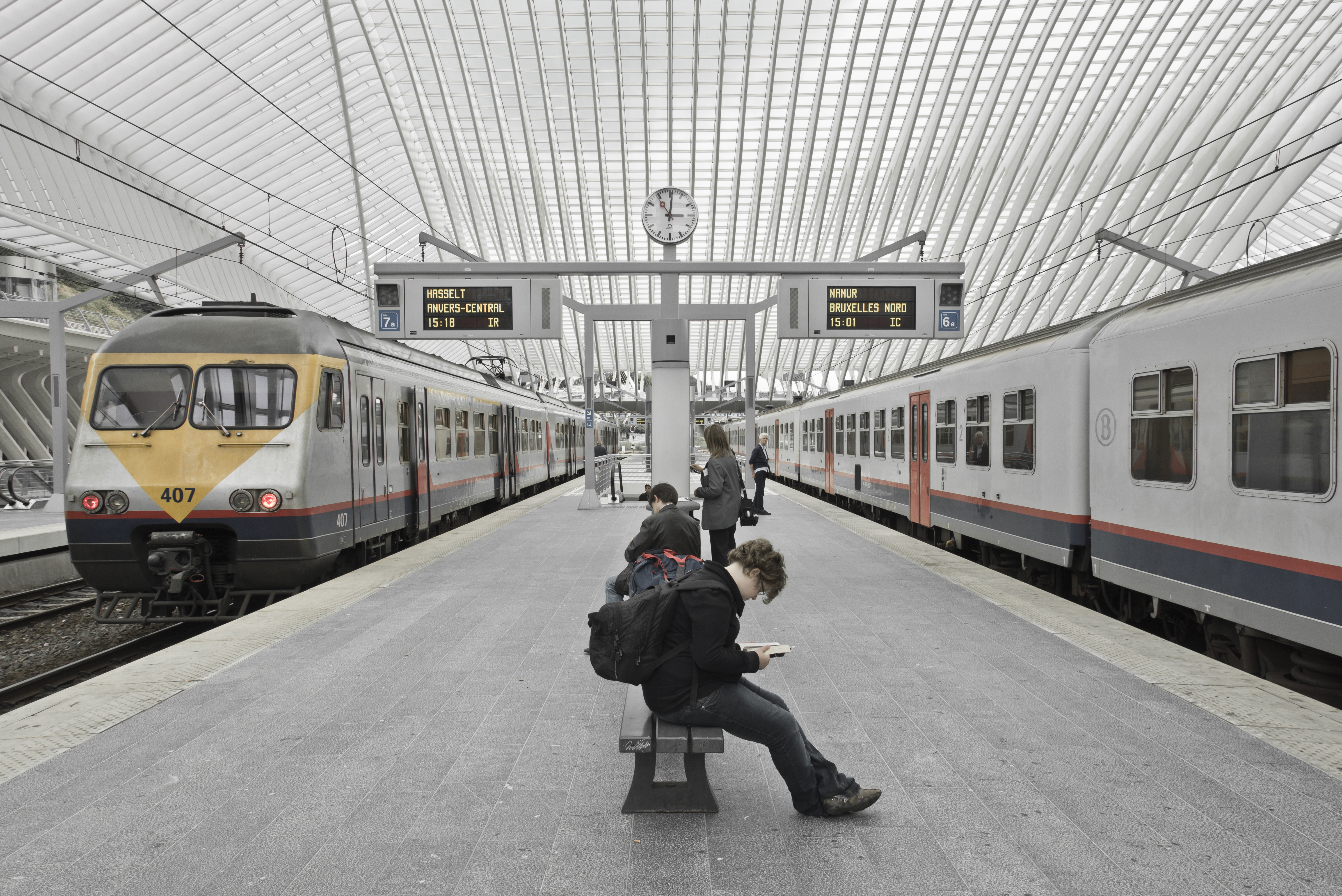
Perrons 6 en 7 in 2012

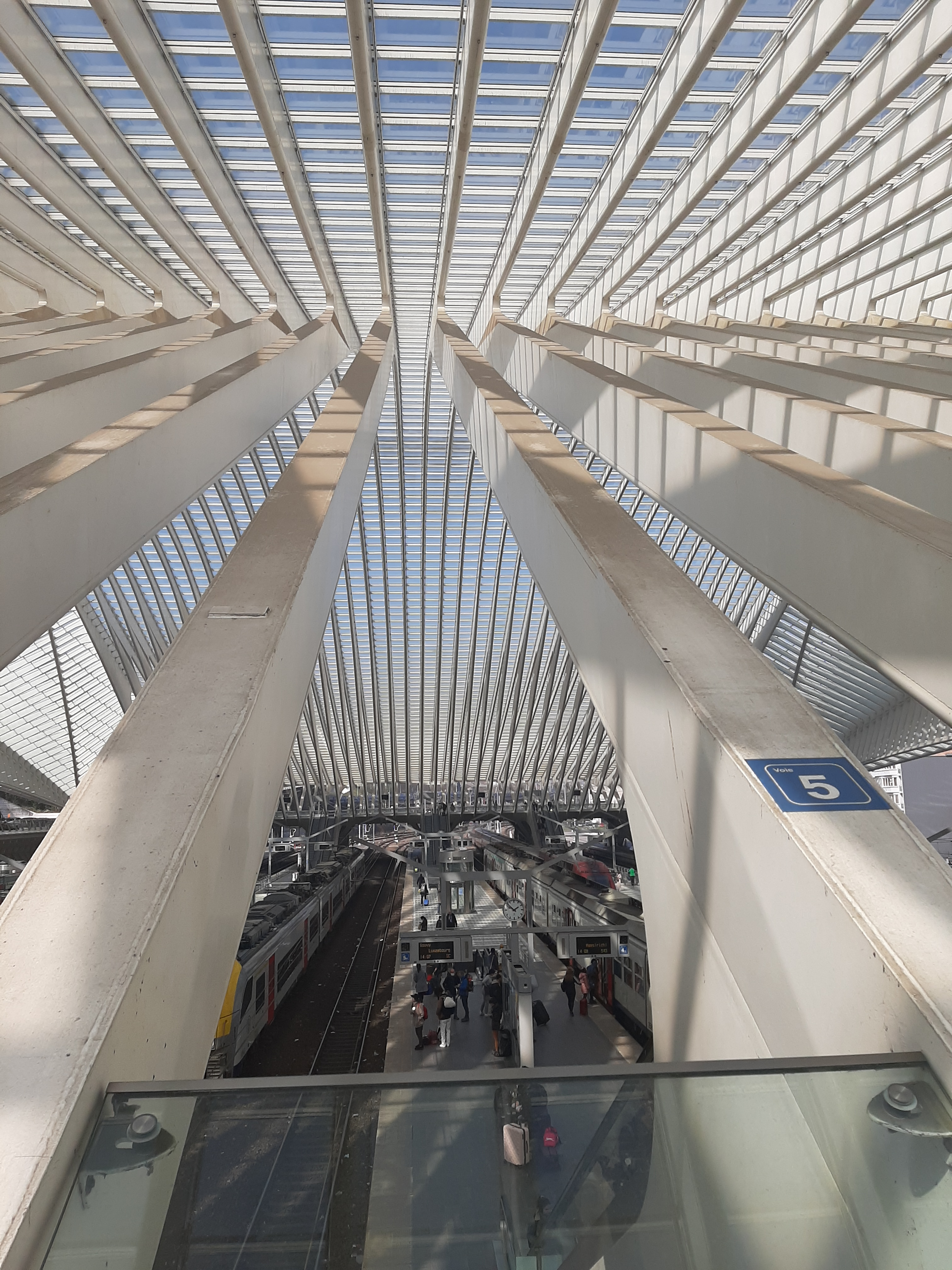
Spoor 4 en 5 in 2022

Station Luik-Guillemins (Frans: Liège-Guillemins) is een spoorwegstation in de stad Luik. Het station ligt op het einde van verschillende spoorlijnen. In reizigersaantallen is dit het op acht na drukste station in België en het op twee na drukste station van Wallonië, na Ottignies en Namen (reizigerstelling 2023).
Het station is genoemd naar de wijk Guillemins, waarin het ligt. Deze wijk is op zijn beurt weer genoemd naar de kloosterorde van de Wilhelmieten, die daar in 1287 een klooster stichtte.

## Voorgeschiedenis
Reeds in 1838, drie jaar na de opening van de allereerste Belgische spoorlijn van Brussel naar Mechelen, wordt de spoorlijn van station Mechelen richting Aken doorgetrokken tot het Station Ans, dat aanvankelijk « Liège-Supérieur » heette. Na voltooiing van de Hellende Vlakken van Luik bereikte de trein vanaf 1842 de vallei van Luik zelf, waar een eerste houten stationnetje werd gebouwd op de plaats van een voormalig klooster van de Wilhelmieten.
In 1864 werd een nieuw station in belle-époquestijl geopend, dat werd uitgebreid in 1881-1882, en vooral in 1905 ter gelegenheid van de Wereldtentoonstelling van 1905. De site van Guillemins ligt enigszins buiten het centrum, maar werd om technische redenen verkozen boven de lokale voorkeur voor de site van de Place Saint-Lambert. Het station werd herbouwd in 1958, alweer naar aanleiding van een wereldtentoonstelling, ditmaal Expo 58 in Brussel.

## Het station in de 21e eeuw
Tegen 2000 werd duidelijk dat de hogesnelheidstreinen een specifieke infrastructuur vergden, met even grote investeringen in de sporen als in de stations. Langs de hogesnelheidslijn tussen Brussel en Keulen (HSL 2 tussen Leuven en Luik en HSL 3 tussen Luik en Keulen) is Luik een belangrijk hsl-station.
Het oude station voldeed niet meer: de perrons waren te smal en gebogen en de gehele stationsomgeving had een armoedige uitstraling. De gebogen perrons waren ongunstig om reizigers te laten in- en uitstappen. Verder ontbrak het er aan elke vorm van luxe en was het station ronduit krap voor de passagiersstromen. Bovendien beperkten de vele spoorwissels de aankomst- en vertreksnelheid. De komst van de hsl-treinen is aangegrepen om het station naar de huidige standaards op te waarderen en de stopplaats circa 100 m te verplaatsen.
Na een internationale wedstrijd werd het project van de bekende architect Santiago Calatrava gekozen. Calatrava's ontwerpen hebben de naam spraakmakend te zijn en eerder heeft hij stations ontworpen. Zo ontwierp hij het Stadelhofen-station te Zürich, het station van Luzern, het station Lyon-Saint-Exupéry TGV, het intermodaal station Oriente in Lissabon en het PATH-station in New York.
Het station is gemaakt van staal, glas, wit beton en Belgische blauwe hardsteen, en beschikt over een monumentale overkapping van 160 m lang en 35 m hoog. De datum van de oplevering was oorspronkelijk gepland voor april 2006. Uiteindelijk vond de feestelijke opening van het station plaats op vrijdag 18 september 2009.
In 2011 rees kritiek op het ontbreken van zitbanken op de perrons. Die zouden volgens de architect niet stroken met zijn artistiek concept. Intussen staan er wel enkele losse zitbanken op de perrons, met uitzondering van het eerste perron.

### Diensten en faciliteiten
In de centrale doorgang zijn aan de zijkanten winkels, eetgelegenheden, een gecombineerd VVV-kantoor en stad- en streekvervoer-loket. Bij de ingang aan de linkerkant zijn de loketten. Aan de rechterkant is een groot kwaliteitsrestaurant dat door veel niet-reizigers gebruikt wordt en in de avond druk bezet is.

### Sporenopstelling
Oorspronkelijk kwamen de sporen van het stadsspoor (lijn 34 uit Liers) uit de tunnel aan de noordkant van de lijn uit Brussel. Aan de oostkant van het station was er een spoortunnel waarmee de treinen Brussel-Verviers(-Aken) de andere vervoersstromen kruisen. De tunneluitgang is verplaatst naar de zuidkant van de Brussellijn (en hsl). Hierdoor is de spoortunnel aan de oostkant niet meer nodig daar de treinen van en naar Brussel-Verviers(-Aken) al aan de noordzijde rijden. Voor deze verbouwing stonden aan de oostelijke uitgang opdruklocs gereed. Deze standplaats is verhuisd naar de andere kant, richting Eupen/Duitsland.

### Lichterlocomotieven
Het station van Luik-Guillemins ligt aan het onderste uiteinde van de hellende vlakken van lijn 36. Sommige gesleepte treinen hebben moeite om op eigen kracht de steile helling naar Ans te beklimmen. De gesleepte massa, de beschikbare motorkracht of slechte adhesievoorwaarden maken het gebruik van een lichterlocomotief, ofwel opdruklocomotief, noodzakelijk. Dit is een locomotief die achteraan tegen de trein komt om deze richting Ans de helling op te duwen. De lichterlocomotief is in normale omstandigheden niet gekoppeld aan het opgedrukte konvooi zodat de trein niet hoeft af te remmen eens de helling overwonnen is, en de extra motorkracht niet meer nodig is. Op kilometerpunt 95.430 geeft de opgedrukte treinbestuurder via de boordradio de opdracht tot het beëindigen van het opdrukken. Daarop voert de lichterlocomotief een noodremming uit om van het konvooi los te komen, zodat er geen gevaar is opnieuw in contact te komen. Dit is noodzakelijk om het blokstelsel te respecteren: de lichterlocomotief mag in geen geval het niet-permissieve sein dat de inrit van Ans dekt in gesloten stand voorbijrijden. Na het opdrukken rijdt de locomotief weer los naar beneden om de dienst verder te zetten.

### Station in kleur (2022-2023)

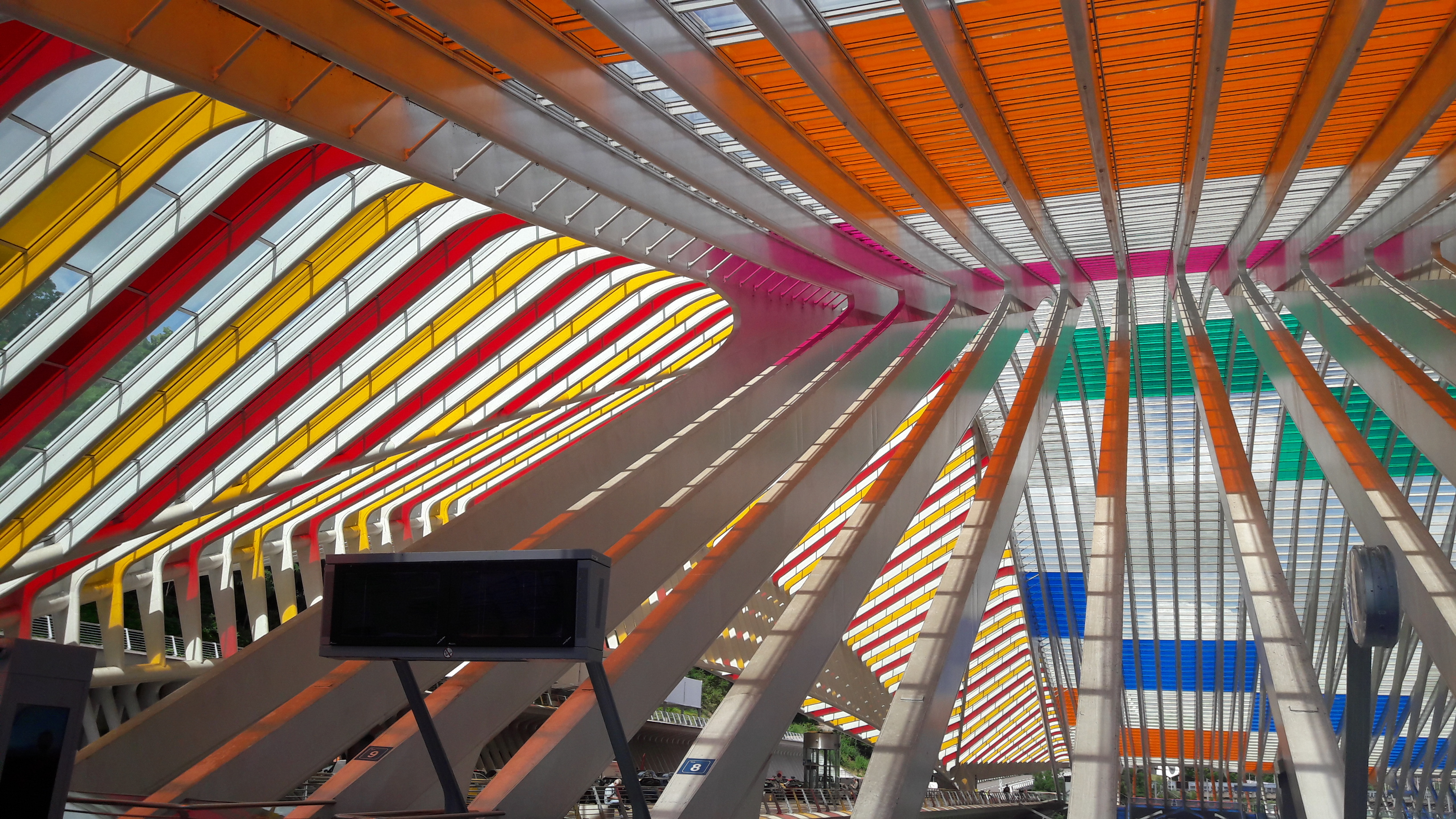
Doorzichtige dakfilters in vijf kleuren.

Op 14 oktober 2022 presenteerde de Franse beeldende kunstenaar Daniel Buren zijn kunstinstallatie ‘Als uit de lucht gevallen, kleuren in situ en in beweging’, bestaande uit een bedekking van de koepel van het station met doorzichtige zelfklevende filters in vijf kleuren. De twee andere kleuren bedekken de twee zijkappen van het station. De tijdelijke installatie bleef tot 14 oktober 2023 te zien.

## Treindienst

### Internationaal
| Serie            | Treinsoort                                             | Route | Bijzonderheden |
| ---------------- | ------------------------------------------------------ | --- | --- |
| ICE 79           | InterCityExpress (DB Fernverkehr)                      | Brussel-Zuid – Brussel-Noord – Luik-Guillemins – Aachen Hbf – Köln Hbf – Frankfurt (Main) Flughafen Fernbahnhof – Frankfurt (Main) Hbf                                                                              | Rijdt elke twee uur. |
| Eurostar 9400    | Eurostar (Eurostar)                                    | Paris Nord – Brussel-Zuid – Luik-Guillemins – Aachen Hbf – Köln Hbf – Düsseldorf Hbf – Duisburg Hbf – Essen Hbf – Bochum Hbf – Dortmund Hbf                                                                         | Vijf treinen per dag. Enkele treinen verder naar Dortmund.                                                                                               |
| NJ 425           | Nightjet (ÖBB)                                         | Brussel-Zuid – Brussel-Noord – Luik-Guillemins – Aachen Hbf – Köln-Ehrenfeld – Bonn Hbf – Koblenz Hbf – Mainz Hbf – Frankfurt (Main) Süd – Erfurt Hbf – Halle (Saale) Hbf – Berlin Südkreuz – Berlin Hbf            | Drie keer per week. Trein splitste en combineerde in Mannheim Hbf. Rijdt Brussel – Mannheim samen NJ 40425. Rijdt Mannheim – Berlijn samen met NJ 40469. |
| NJ 40425         | Nightjet (ÖBB)                                         | Brussel-Zuid – Brussel-Noord – Luik-Guillemins – Aachen Hbf – Köln-Ehrenfeld – Bonn Hbf – Koblenz Hbf – Mainz Hbf – München Ost – Rosenheim – Salzburg Hbf – Linz Hbf – Sankt Pölten Hbf – Wien Meidling – Wien Hbf | Drie keer per week. Trein splitste en combineerde in Mannheim Hbf. Rijdt Brussel – Mannheim samen met NJ 425. Rijdt Mannheim – Wenen samen met NJ 469.   |
| IC 33            | Intercity (NMBS / CFL)                                 | Liers – Luik-Guillemins – Gouvy – Luxemburg | Rijdt in het weekend 1×/2u. tussen Liers - Luxemburg. |
| S 41 RE 29       | S-trein Luik (NMBS)                                    | Luik-Sint-Lambertus – Luik-Guillemins – Angleur – Verviers-Centraal – Welkenraedt – Aachen Hbf | euregioAIXpress In België als S |
| 18900 RE 18 S 43 | Sneltrein / Regional-Express / S-trein (Arriva / NMBS) | (Luik-Guillemins – ) Maastricht – Heerlen – Landgraaf – Herzogenrath – Aachen Hbf | Drielandentrein (LIMAX). Tussen Luik-Guillemins en Maastricht wordt 1x/uur gereden. Tussen Maastricht en Aachen wordt 2x/uur gereden.                    |

### Nationaal
| Serie       | Treinsoort            | Route | Bijzonderheden                                                                                                  |
| ----------- | --------------------- | --- | --- |
| IC 01       | Intercity (NMBS)      | Eupen – Luik-Guillemins – Brussel-Zuid – Gent-Sint-Pieters – Brugge – Oostende                                        | |
| IC 09       | Intercity (NMBS)      | Antwerpen-Centraal – Aarschot – [ Leuven – ] Hasselt – Luik-Guillemins                                                | Rijdt in het weekend Antwerpen-Centraal - Luik-Guillemins.                                                      |
| IC 12       | Intercity (NMBS)      | [ Oostende – Brugge – ] Kortrijk – Gent-Sint-Pieters – Brussel-Zuid – Luik-Guillemins – Welkenraedt                   | Rijdt alleen op werkdagen. Eerste en laatste ritten van/naar Oostende.                                          |
| IC 14       | Intercity (NMBS)      | Quiévrain – Bergen – Brussel-Zuid – Leuven – Luik-Guillemins                                                          | Rijdt alleen op werkdagen.                                                                                      |
| IC 18       | Intercity (NMBS)      | [ Doornik – Aat – ] Brussel-Zuid – Namen – Luik-Guillemins – Luik-Sint-Lambertus                                      | Rijdt alleen op werkdagen. Rijdt in de spits verder naar Doornik.                                               |
| IC 25       | Intercity (NMBS)      | Moeskroen – Doornik – Bergen – Charleroi-Centraal – Namen – Luik-Guillemins – Herstal – Liers                         | Rijdt in het weekend tussen Moeskroen en Liers.                                                                 |
| L 4950      | L-trein (NMBS)        | Luik-Guillemins – Hoei – Namen                                                                                        | |
| L 5550      | L-trein (NMBS)        | Liers – Luik-Guillemins – Rivage – Marloie                                                                            | |
| S 42        | S-trein Luik (NMBS)   | Liers – Luik-Guillemins – Flémalle-Haute                                                                              | |
| S 44        | S-trein Luik (NMBS)   | Landen – Borgworm – Momalle – Luik-Guillemins – Wezet                                                                 | Rijdt in het weekend Landen - Luik-Guillemins.                                                                  |
| P 7375      | Piekuurtrein (NMBS)   | Landen – Luik-Guillemins                                                                                              | Rijdt alleen op werkdagen.                                                                                      |
| P 7400/8400 | Piekuurtrein (NMBS)   | Luik-Guillemins – Leuven – Brussel-Zuid                                                                               | Rijdt alleen op werkdagen.                                                                                      |
| P 7440/8440 | Piekuurtrein (NMBS)   | Wezet – Luik-Guillemins – Brussel-Zuid – 's-Gravenbrakel                                                              | Rijdt alleen op werkdagen, 1 rit verder naar 's-Gravenbrakel.                                                   |
| P 7450/8450 | Piekuurtrein (NMBS)   | Welkenraedt – Verviers-Centraal – Luik-Guillemins – Herstal                                                           | Rijdt alleen op werkdagen.                                                                                      |
| P 7460/8460 | Piekuurtrein (NMBS)   | Statte – Luik-Guillemins                                                                                              | Rijdt alleen op werkdagen.                                                                                      |
| P 7480/8480 | Piekuurtrein (NMBS)   | [ Hoei – Namen ] / [ Herstal – Luik-Sint-Lambertus – Luik-Guillemins – [ Rivage – Gouvy ] / [ Statte ] ]              | Rijdt alleen op werkdagen. Een trein vanuit Herstal naar Gouvy. Twee treinen per richting tussen Hoei en Namen. |
| P 7490/8490 | Piekuurtrein (NMBS)   | Borgworm – Luik-Guillemins                                                                                            | Rijdt alleen op werkdagen.                                                                                      |
| P 7670/8670 | Piekuurtrein (NMBS)   | [ Namen – Sart-Bernard ] / [ Rochefort-Jemelle – [ Libramont ] / [ Rivage – Luik-Guillemins – Luik-Sint-Lambertus ] ] | Rijdt alleen op werkdagen.                                                                                      |
| P 8410      | Piekuurtrein (NMBS)   | Luik-Guillemins – Wezet                                                                                               | Rijdt alleen op werkdagen.                                                                                      |
| ICT 6945    | Toeristentrein (NMBS) | Liers – Luik-Guillemins – Rivage – Marloie                                                                            | Rijdt in juli en augustus.                                                                                      |

Sinds 30 juni 2024 wordt de S43 gereden door de Drielandentrein (Aachen - Maastricht - Luik).

## Galerij

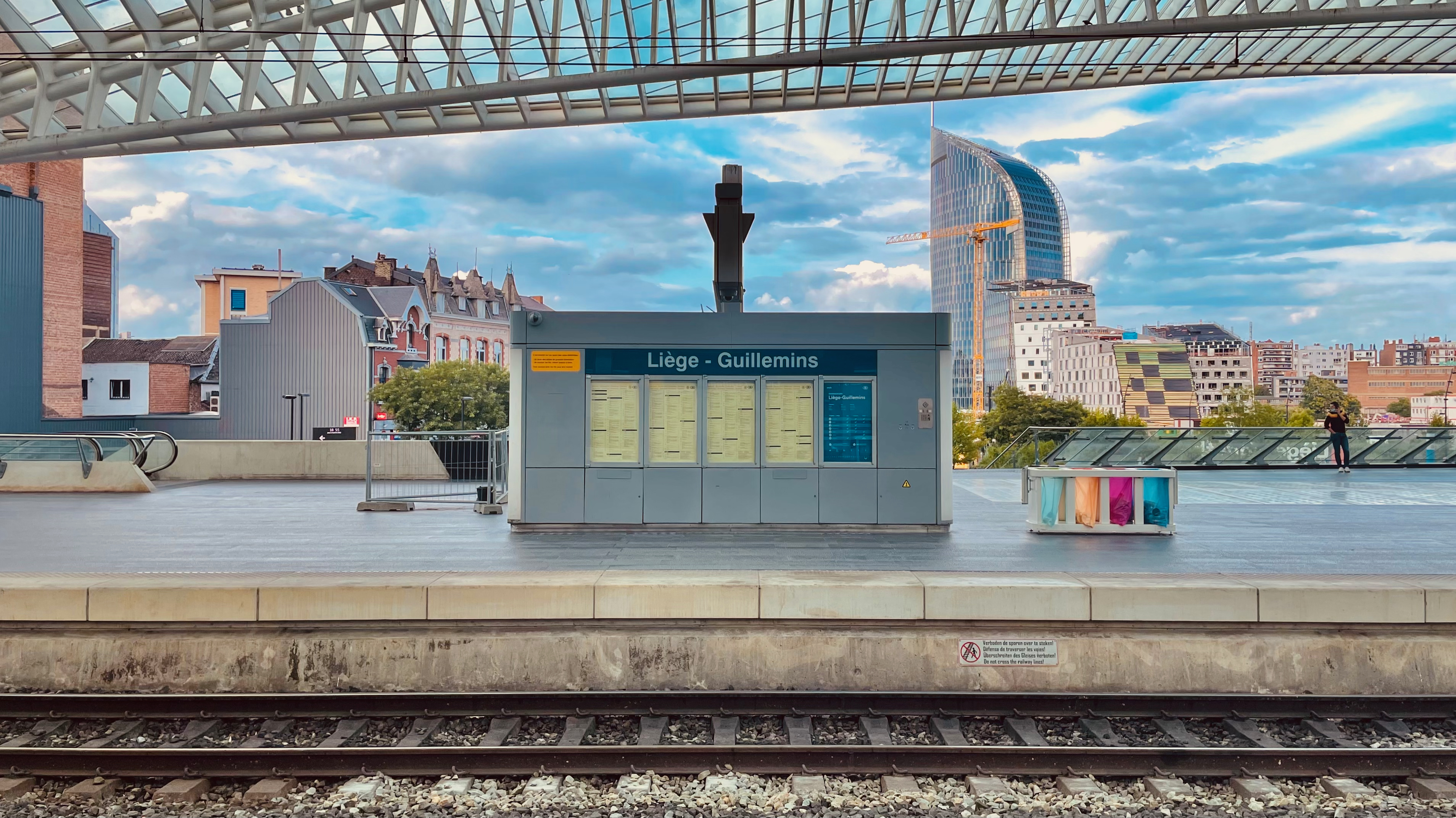
Plaatsnaambord
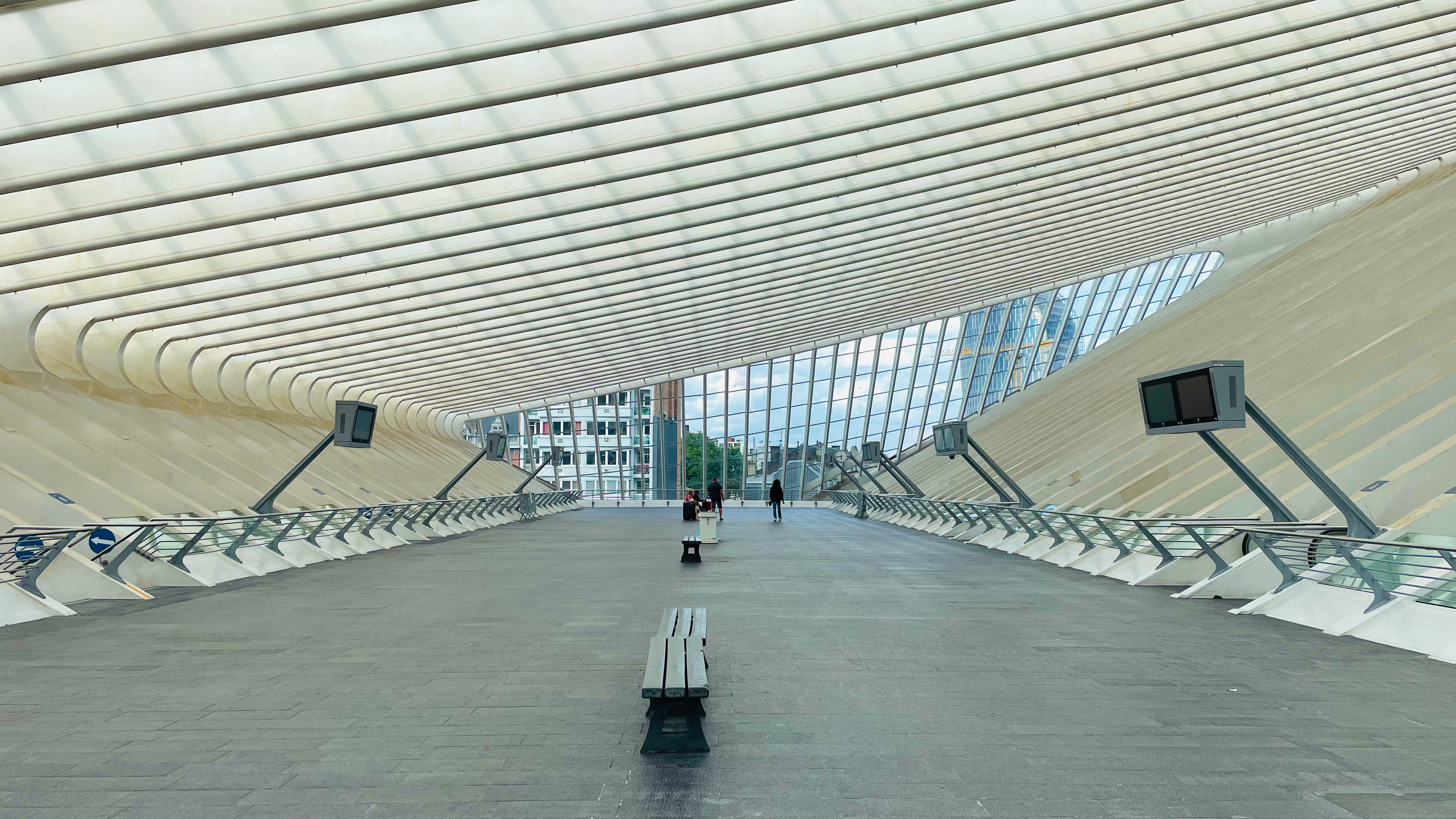
Doorgang boven de perrons
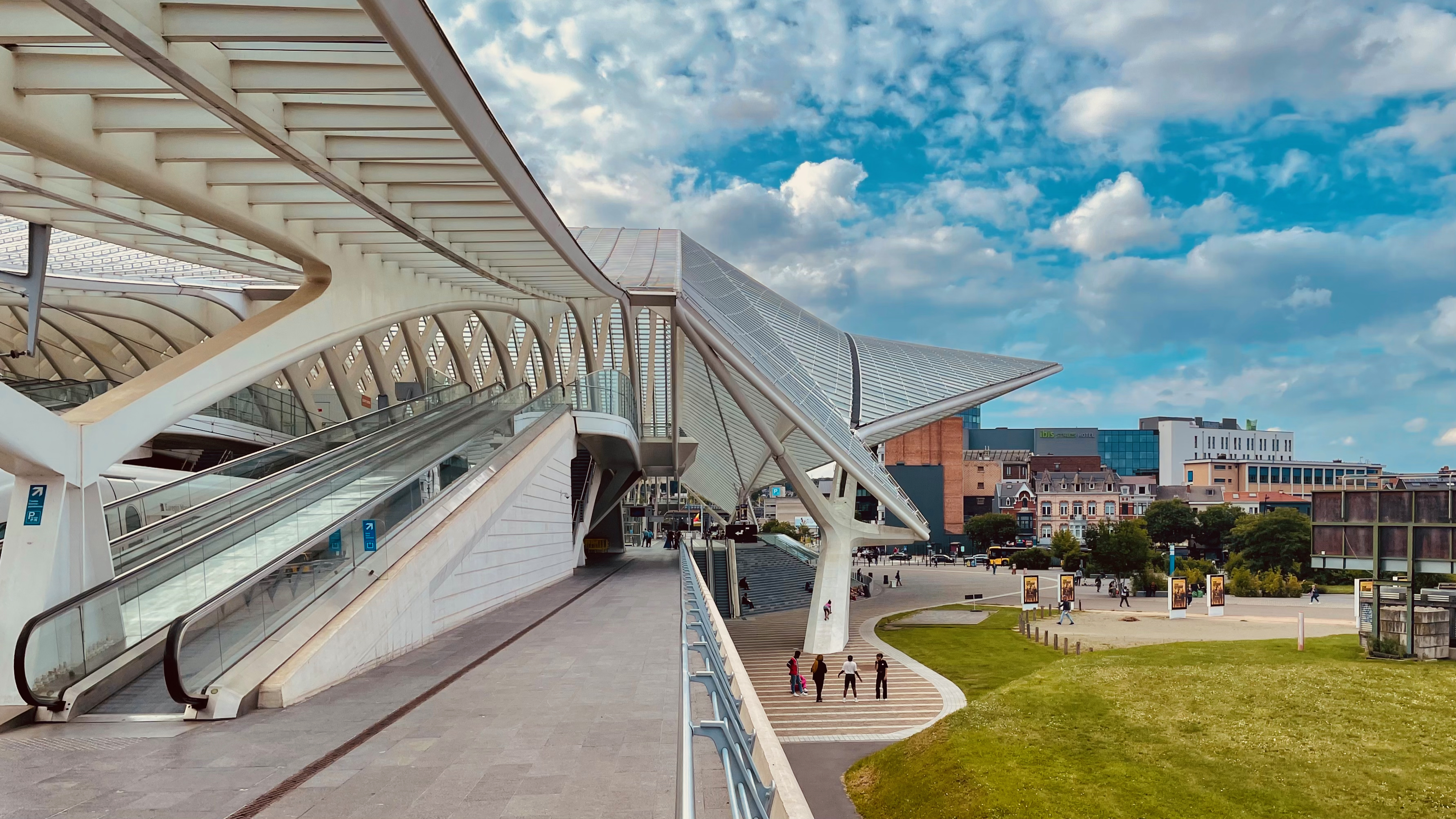
Zijkant van het station
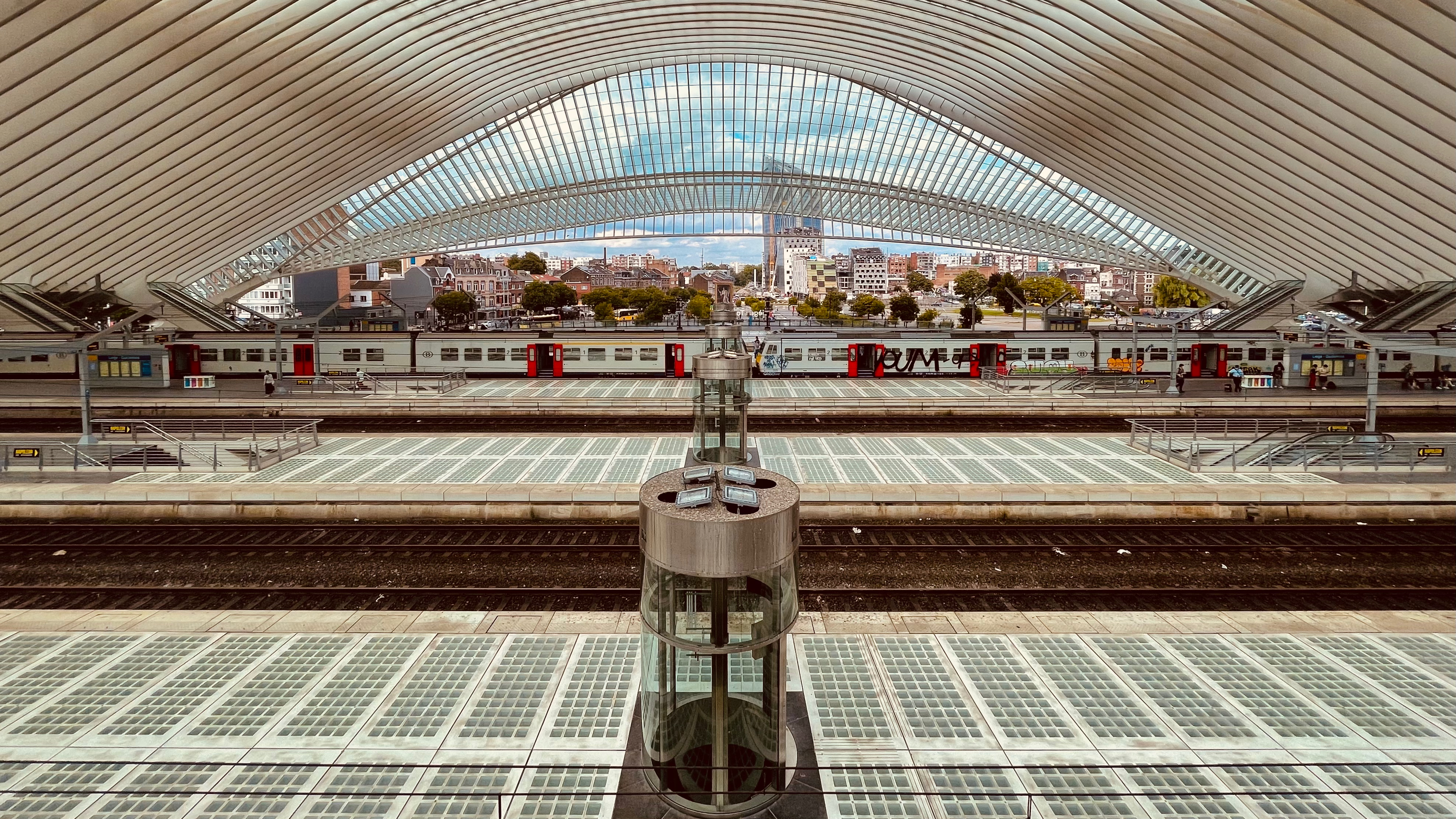
Zicht op de perrons
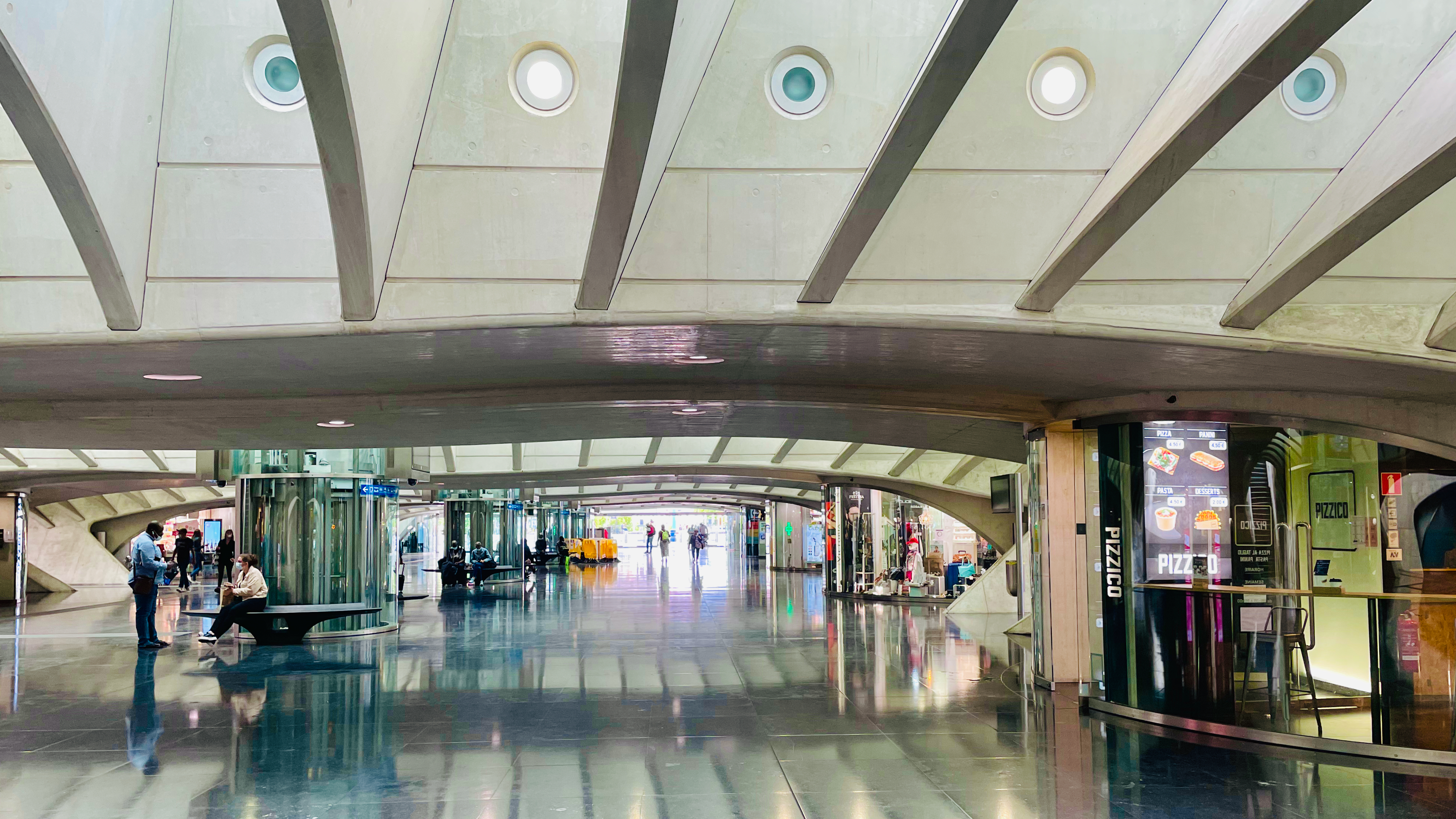
Doorgang onder het station
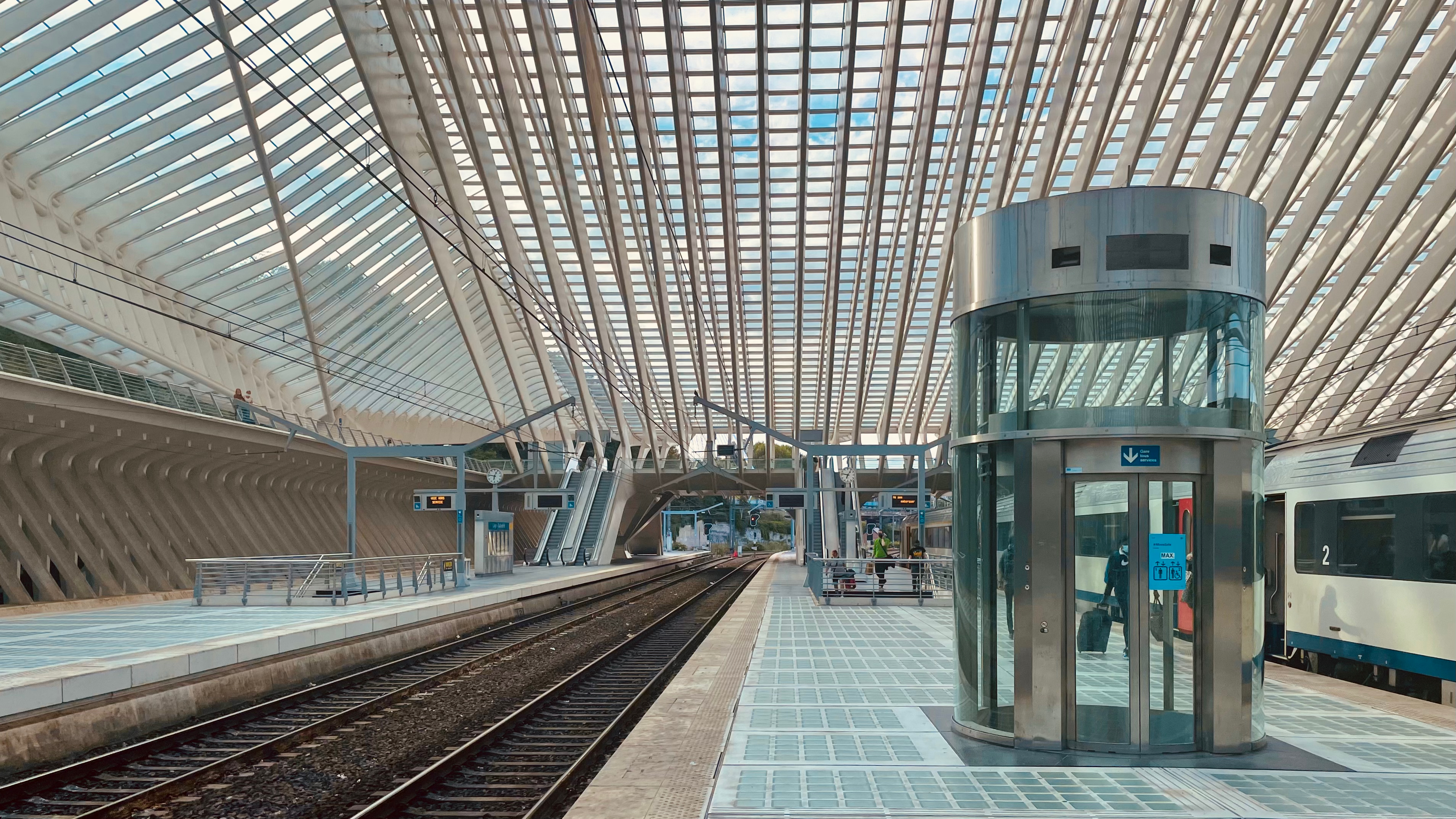
Zicht op de sporen
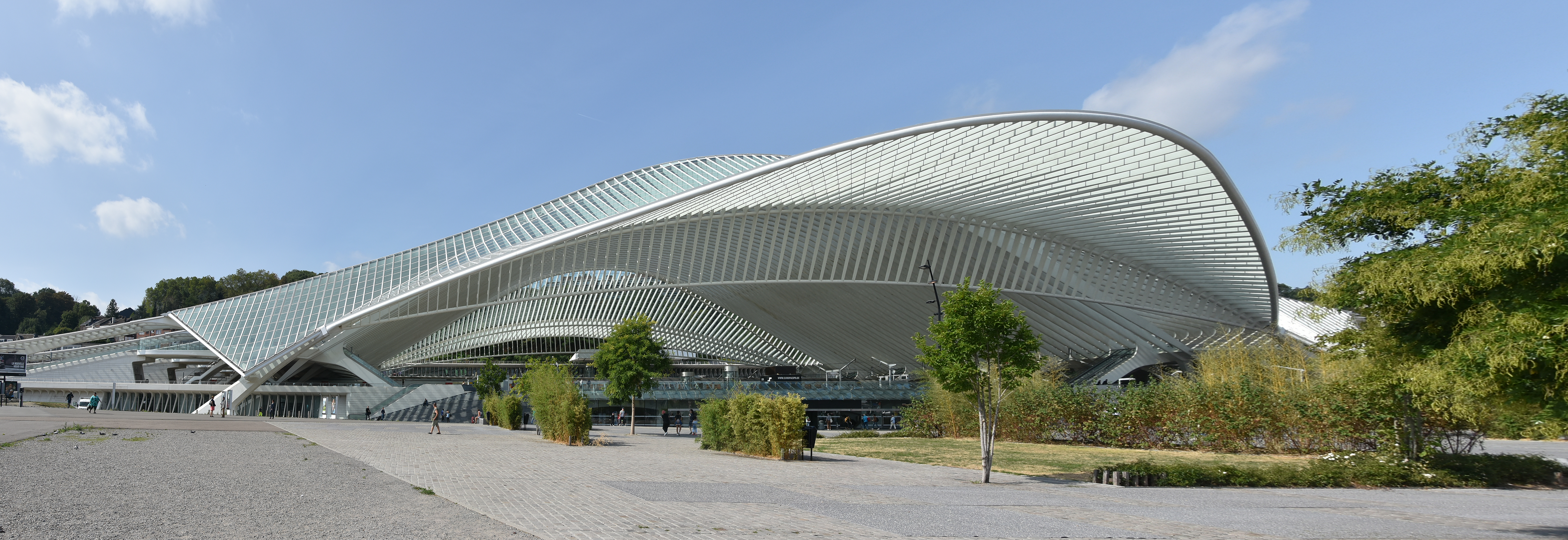
Het station in 2018
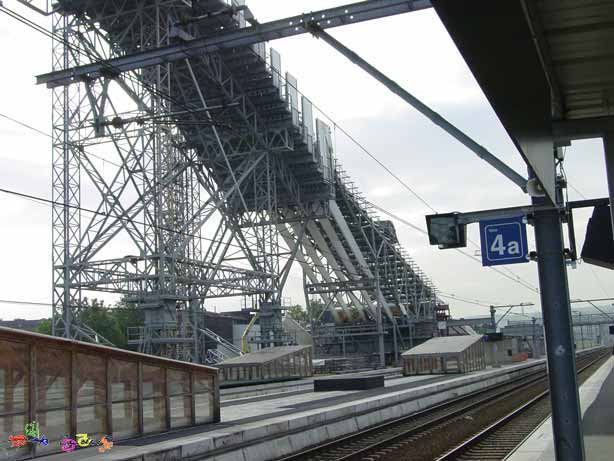
Het vernieuwde station in aanbouw in 2005
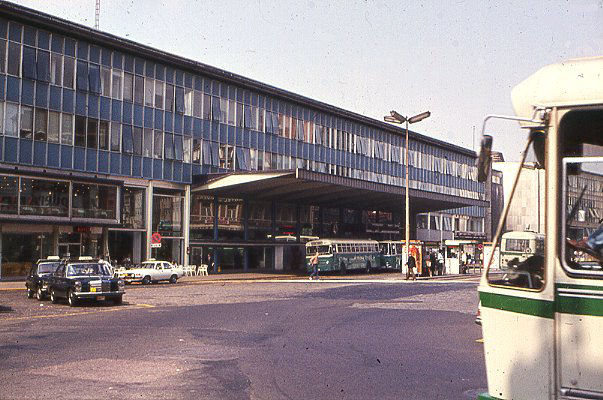
Het station in de jaren 70
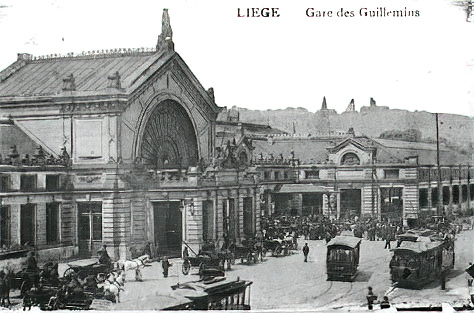
Het station in het begin van de 20e eeuw
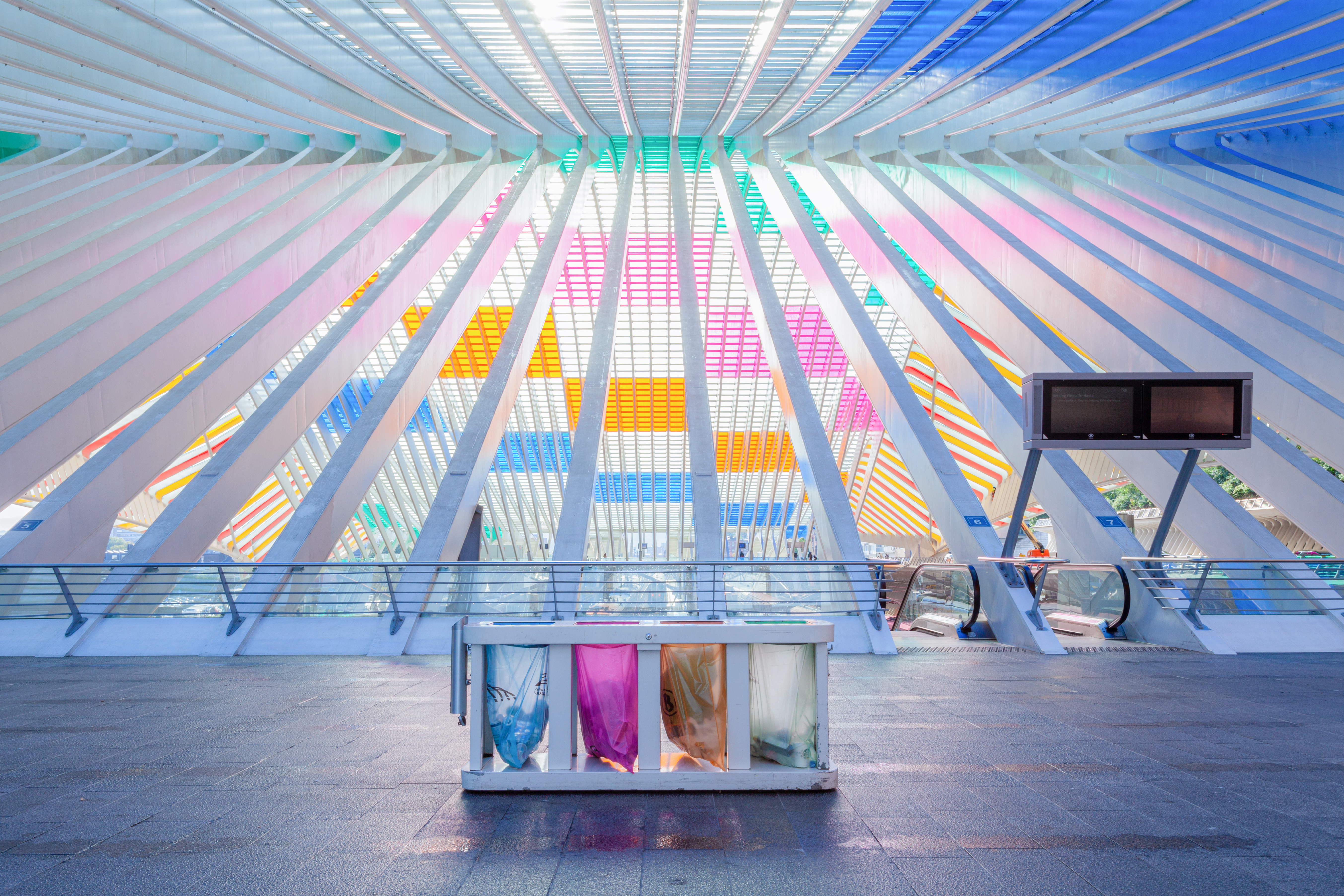
Kleuren anno 2022
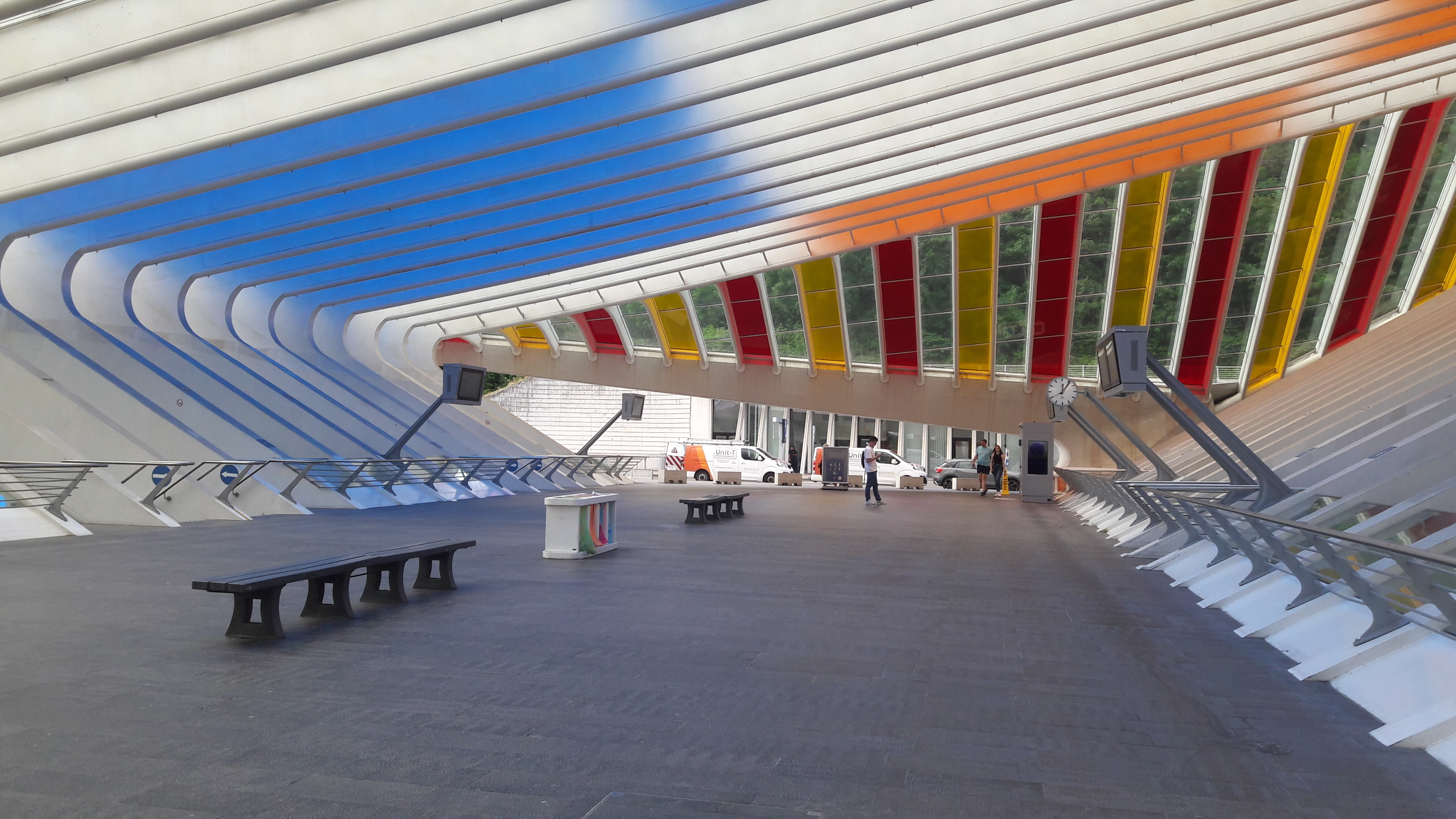
Zitbanken op de galerij

## Reizigerstellingen
De grafiek en tabel geven het gemiddeld aantal instappende reizigers weer op een week-, zater- en zondag.
| Tabel: aantal instappende reizigers station Luik-Guillemins | Tabel: aantal instappende reizigers station Luik-Guillemins | Tabel: aantal instappende reizigers station Luik-Guillemins | Tabel: aantal instappende reizigers station Luik-Guillemins |
|                                                             | Weekdag                                                     | Zaterdag                                                    | Zondag                                                      |
| ----------------------------------------------------------- | ----------------------------------------------------------- | ----------------------------------------------------------- | ----------------------------------------------------------- |
| 1977                                                        | 15 651                                                      | 6 540                                                       | 6 217                                                       |
| 1978                                                        | 14 036                                                      | 6 671                                                       | 5 766                                                       |
| 1979                                                        | 15 342                                                      | 5 906                                                       | 5 781                                                       |
| 1980                                                        | 14 770                                                      | 6 756                                                       | 6 331                                                       |
| 1981                                                        | 15 244                                                      | 6 866                                                       | 6 232                                                       |
| 1982                                                        | 14 783                                                      | 7 091                                                       | 6 214                                                       |
| 1983                                                        | 14 717                                                      | 5 744                                                       | 5 021                                                       |
| 1984                                                        | 14 475                                                      | 6 303                                                       | 5 376                                                       |
| 1985                                                        | 14 191                                                      | 6 316                                                       | 7 075                                                       |
| 1986                                                        | 12 844                                                      | 5 774                                                       | 5 872                                                       |
| 1987                                                        | 14 424                                                      | 5 917                                                       | 6 386                                                       |
| 1988                                                        | 14 525                                                      | 7 178                                                       | 7 310                                                       |
| 1989                                                        | 13 332                                                      | 5 961                                                       | 6 528                                                       |
| 1990                                                        | 12 068                                                      | 6 804                                                       | 7 173                                                       |
| 1991                                                        | 13 855                                                      | 6 711                                                       | 6 812                                                       |
| 1992                                                        | 14 810                                                      | 7 222                                                       | 7 503                                                       |
| 1993                                                        | 13 251                                                      | 6 428                                                       | 6 286                                                       |
| 1994                                                        | 16 418                                                      | 7 472                                                       | 6 585                                                       |
| 1995                                                        | 12 626                                                      | 5 512                                                       | 5 793                                                       |
| 1996                                                        | 13 333                                                      | 6 435                                                       | 6 064                                                       |
| 1997                                                        | 13 440                                                      | 5 548                                                       | 5 336                                                       |
| 1998                                                        | 13 210                                                      | 6 572                                                       | 6 948                                                       |
| 1999                                                        | 14 392                                                      | 6 414                                                       | 6 088                                                       |
| 2000                                                        | 15 925                                                      | 7 958                                                       | 7 056                                                       |
| 2001                                                        | 11 669                                                      | 5 576                                                       | 5 118                                                       |
| 2002                                                        | 14 063                                                      | 6 202                                                       | 6 210                                                       |
| 2003                                                        | 13 819                                                      | 7 096                                                       | 7 105                                                       |
| 2004                                                        | 13 130                                                      | 7 466                                                       | 6 177                                                       |
| 2005                                                        | 16 794                                                      | 9 428                                                       | 8 748                                                       |
| 2006                                                        | 16 046                                                      | 8 952                                                       | 8 284                                                       |
| 2007                                                        | 13 463                                                      | 8 186                                                       | 7 428                                                       |
| 2008                                                        | -                                                           | -                                                           | -                                                           |
| 2009                                                        | 15 153                                                      | 7 590                                                       | 7 508                                                       |
| 2010                                                        | -                                                           | -                                                           | -                                                           |
| 2011                                                        | -                                                           | -                                                           | -                                                           |
| 2012                                                        | 16 807                                                      | 9 182                                                       | 9 860                                                       |
| 2013                                                        | 16 800                                                      | 8 237                                                       | 7 619                                                       |
| 2014                                                        | 17 467                                                      | 8 623                                                       | 7 731                                                       |
| 2015                                                        | 17 124                                                      | 8 726                                                       | 7 994                                                       |
| 2016                                                        | 17 750                                                      | 8 988                                                       | 8 212                                                       |
| 2017                                                        | 17 735                                                      | 8 414                                                       | 8 480                                                       |
| 2018                                                        | 17 843                                                      | 9 758                                                       | 8 519                                                       |
| 2019                                                        | 17 931                                                      | 12 964                                                      | 11 376                                                      |
| 2020                                                        | 10 938                                                      | 6 442                                                       | 6 547                                                       |
| 2021                                                        | -                                                           | -                                                           | -                                                           |
| 2022                                                        | 18139                                                       | 9 630                                                       | 9 076                                                       |
| 2023                                                        | 21 313                                                      | 10 647                                                      | 11 624                                                      |
| 2024                                                        | 22 060                                                      | 10 444                                                      | 9 897                                                       |

## Tariefzone
Bij zowel het binnenlandse als het SCIC-NRT-tarief behoren tot één tariefzone: Angleur, Bressoux, Chênée, Luik-Guillemins, Luik-Carré, Luik-Sint-Lambertus, en Sclessin.

## Trivia
- Oorspronkelijk was het de bedoeling dat het nieuwe station Luik-Limburg zou heten, om de historische band tussen Luik en Limburg te benadrukken. De Luikenaars reageerden echter weinig enthousiast op de voorgestelde naamswijziging. Mede hierdoor bleef ook na de officiële inhuldiging op 18 september 2009 de naam Luik-Guillemins behouden.[8]